# Karitiana
Le karitiana (ou karitiâna) est une langue tupi parlée au Brésil dans l'État de Rondônia. Les Karitiana vivent principalement dans une réserve située à 90 km au Nord de Porto Velho, la capitale de l'État, où habite aussi un petit groupe.
La langue fait partie de la famille des langues arikém, une des branches des langues tupi.
Le karitiana reste la langue de communication de toute la population de la réserve, bien que beaucoup d'habitants connaissent le portugais.

## Écriture
Un orthographe karitiana est d’abord créé par le missionnaire David Landin.
Dans les années 1990, Luciana Sortro modifie cet orthographe après plusieurs ateliers.
| a | b | d | e | g | h | i | j | j̃ | k | m | n | o | p | r | s | t | w | x | y | ’ |

Les voyelles nasalisées sont indiquées à l’aide du tilde sur la lettre : ‹ ã, ẽ, ĩ, õ, ỹ ›.

## Phonologie

### Voyelles
|         | Antérieure  | Centrale    | Postérieure |
| ------- | ----------- | ----------- | ----------- |
| Fermée  | i [i] ĩ [ĩ] | y [ɨ] ỹ [ɨ̃] |             |
| Moyenne | e [e] ẽ [ẽ] |             | o [o] õ [õ] |
| Ouverte |             | a [a]       |             |

### Consonnes
|              |              | Bilabiale | Alvéolaire | Palatale | Vélaire | Glottale |
| ------------ | ------------ | --------- | ---------- | -------- | ------- | -------- |
| Occlusive    | Occlusive    | p [p]     | t [t]      |          | k [k]   |          |
| Fricative    | Fricative    |           | s [s]      |          |         | h [h]    |
| Nasale       | Nasale       | m [m]     | n [n]      |          | ŋ [ŋ]   |          |
| Liquide      | Liquide      |           | r [ɾ]      |          |         |          |
| Semi-voyelle | Semi-voyelle | w [w]     |            | y [j]    |         |          |